# Albânia nos Jogos Olímpicos de Verão da Juventude de 2010
A Albânia participou dos Jogos Olímpicos de Verão da Juventude de 2010 em Singapura. Sua delegação foi composta de quatro atletas que competiram em igual número de esportes.

## Atletismo
| Evento          | Atleta       | Qualificação    | Qualificação | Final      | Final        |
| Evento          | Atleta       | Resultado       | Posição      | Resultado  | Posição      |
| --------------- | ------------ | --------------- | ------------ | ---------- | ------------ |
| 100 m masculino | Julsian Gega | Desclassificado | -- (-- q3)   | Não largou | -- (Final E) |

## Judô
| Evento             | Atleta        | 1ª rodada    | 2ª rodada                     | 2ª rodada repescagem | 3ª rodada repescagem         | Pos. final |
| ------------------ | ------------- | ------------ | ----------------------------- | -------------------- | ---------------------------- | ---------- |
| Até 63 kg feminino | Julanda Bacaj | Sem oponente | TUR Dilara Incedayi D 000-101 | Sem oponente         | MRI Gaelle Nemorin D 000-101 | --         |

| Evento         | Atleta                                              | 1ª rodada    | 2ª rodada               | Semifinais  | Final       | Pos. final |
| -------------- | --------------------------------------------------- | ------------ | ----------------------- | ----------- | ----------- | ---------- |
| Equipes mistas | Julanda Bacaj (como integrante da equipe Nova York) | Sem oponente | ZZX Equipe Tóquio D 4-4 | Não avançou | Não avançou | 5º         |

## Natação
| Atleta    | Prova                   | Elims. | Elims.      | Semifinal   | Semifinal   | Final       | Final       |
| Atleta    | Prova                   | Tempo  | Pos.        | Tempo       | Pos.        | Tempo       | Pos.        |
| --------- | ----------------------- | ------ | ----------- | ----------- | ----------- | ----------- | ----------- |
| Reni Jani | 50 m livre feminino     | 30.99  | 49º (5º q3) | Não avançou | Não avançou | Não avançou | Não avançou |
| Reni Jani | 50 m borboleta feminino | 34.43  | 22º (8º q3) | Não avançou | Não avançou | Não avançou | Não avançou |

## Remo
| Atleta       | Prova                   | Elim.   | Elim.       | Repescagem | Repescagem  | Semifinais | Semifinais    | Final       | Final       |
| Atleta       | Prova                   | Tempo   | Pos.        | Tempo      | Pos.        | Tempo      | Pos.          | Tempo       | Pos.        |
| ------------ | ----------------------- | ------- | ----------- | ---------- | ----------- | ---------- | ------------- | ----------- | ----------- |
| Marsel Nikaj | Skiff simples masculino | 3:28.75 | 3º (bat. 2) | 3:29.47    | 2º (rep. 2) | 3:34.61    | 5º (sf A/B 1) | Não avançou | Não avançou |